# Organisation Africaine de la Propriété Intellectuelle

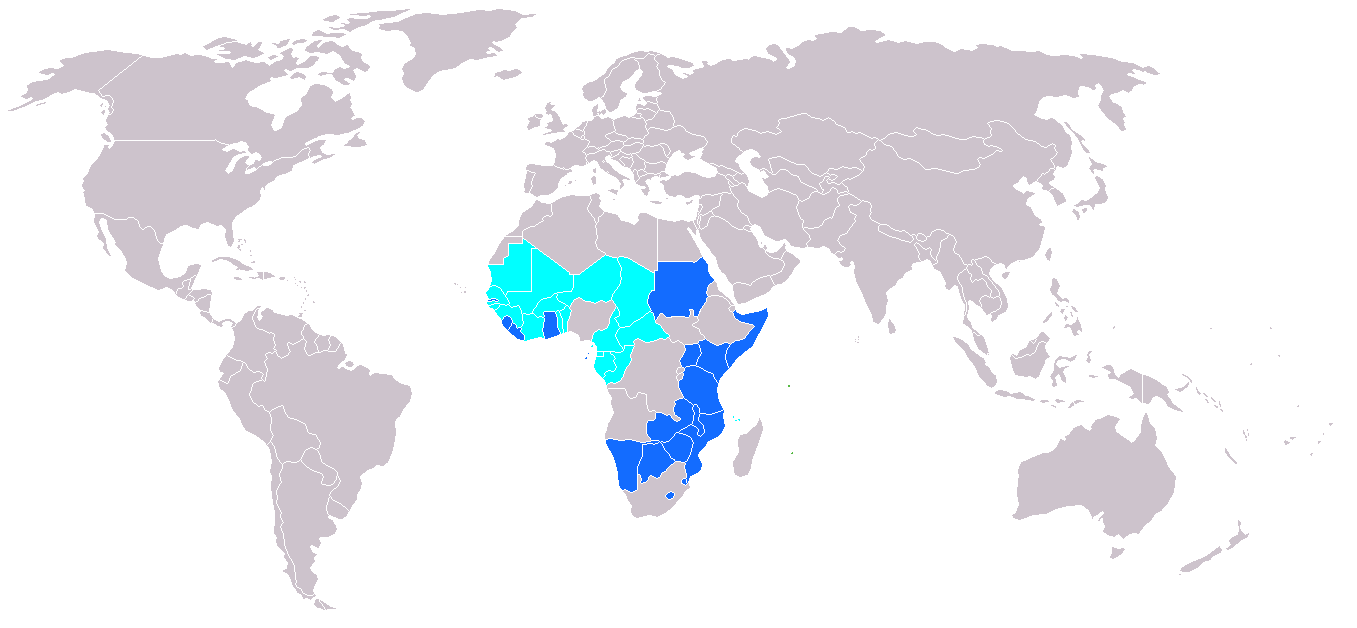
Cyan: OAPI-Staaten, Blau: ARIPO-Staaten

Die Afrikanische Organisation für geistiges Eigentum (Organisation Africaine de la Propriété Intellectuelle, OAPI, WIPO-Code OA) wurde zunächst als Afrikanisch-Madagassische Organisation für gewerbliches Eigentum (OAMPI) im Jahr 1962 mit dem Übereinkommen von Libreville errichtet, das durch das Übereinkommen von Bangui im Jahr 1977, dieses revidiert am 24. Februar 1999, ersetzt wurde. Die Organisation erfasst im Wesentlichen das frühere frankophone Afrika, während für das englischsprachige Afrika eine weitere internationale Organisation, die African Regional Intellectual Property Organization (ARIPO), besteht. Das Patentamt der Organisation erteilt regionale Patente für seine Mitgliedstaaten. Es ist in die internationalen Vertragssysteme eingebunden, so dass auch internationale Anmeldungen gemäß dem Patentzusammenarbeitsvertrag (PCT) möglich sind. Die Zentralbehörde befindet sich in Yaoundé, Kamerun. Das frühere Mitglied Madagaskar hat die Organisation frühzeitig wieder verlassen.

## Mitglieder
- Äquatorialguinea
- Benin
- Burkina Faso
- Elfenbeinküste
- Gabun
- Guinea
- Guinea-Bissau
- Kamerun
- Komoren
- Republik Kongo
- Mali
- Mauretanien
- Niger
- Senegal
- Togo
- Tschad
- Zentralafrikanische Republik